# جک مک‌براین
جک مک‌براین (انگلیسی: Jack MacBryan; ۲۲ ژوئیهٔ ۱۸۹۲ – ۱۴ ژوئیهٔ ۱۹۸۳) بازیکن هاکی روی چمن، و بازیکن کریکت اهل بریتانیا بود.